# Fairchild BQ-3
Fairchild BQ-3, còn gọi là Model 79, là một loại máy bay không người lái đầu tiên – vào thời điểm nó được tạo ra, người ta coi như như một máy bay không người lái đột kích – do Fairchild Aircraft phát triển từ loại AT-21 Gunner trong Chiến tranh thế giới II cho Không quân Lục quân Hoa Kỳ. Chỉ có 2 chiếc được chế tạo, chương trình bị hủy bỏ ngay sau đó.

## Tính năng kỹ chiến thuật (XBQ-3)
Dữ liệu lấy từ 
Đặc tính tổng quát
- Kíp lái: 1 (tùy chọn)
- Chiều dài: 52 ft 8 in (16,05 m)
- Sải cánh: 37 ft (11 m)
- Chiều cao: 31 ft 1 in (9,47 m)
- Trọng lượng có tải: 15.300 lb (6.940 kg)
- Động cơ: 2 × Ranger V-770-15 , 520 hp (390 kW)  mỗi chiếc

Hiệu suất bay
- Vận tốc cực đại: 220 mph (354 km/h; 191 kn)
- Tầm bay: 1.500 mi (1.303 nmi; 2.414 km)

Vũ khí trang bị

- Đầu đạn 4.000 pound (1.800 kg)